# 大坪潔
大坪 潔（おおつぼ きよし、1899年（明治32年）7月21日 - 1957年（昭和32年）10月8日）は、大日本帝国陸軍軍人。最終階級は陸軍少将。

## 経歴
福岡県出身。1920年（大正9年）5月に陸軍士官学校第32期卒業。同年12月に陸軍騎兵少尉に任官。1929年（昭和4年）陸軍大学校に入学し、1932年（昭和7年）同校第44期卒業。この間、騎兵から航空兵に転科する。
1941年（昭和16年）3月、陸軍航空兵大佐に進み、同年8月、飛行第44戦隊長、1942年（昭和17年）8月、陸軍大学校教官、1944年（昭和19年）2月、北方軍参謀、同年3月、第5方面軍高級参謀、同年12月、陸軍航空審査部部員を経て、1945年（昭和20年）3月、陸軍少将に進級し、終戦を迎えた。
1947年（昭和22年）11月28日、公職追放仮指定を受けた。